# ハイムリック法
ハイムリック法（ハイムリックほう、英: Heimlich maneuver/manoeuvre、英語正式名は Abdominal thrusts）は、ハイムリッヒ法、腹部突き上げ法（ふくぶつきあげほう）、上腹部圧迫法（じょうふくぶあっぱくほう）とも呼ばれ、外因性異物によって窒息しかけた患者を救命する応急処置である。1974年にこの方法を初めて記載した医師ヘンリー・ハイムリックにその名前を因む。
救助者は、患者の後ろに立って手を腹部に当て、突き上げるようにし横隔膜を圧迫する。これにより肺が空気で押され、成功した場合には気管から異物を取り除くことができる。
アメリカ心臓協会・アメリカ赤十字社・ヨーロッパ蘇生協議会などが発行する現在のガイドラインでは、気道障害物に対して、徐々に圧力を高めて除去する多段階の方法を推奨している。多くのガイドラインでは、患者に咳をさせて異物を取り除くため背部叩打法を行うことが推奨されており、それでも除去できなかった時にハイムリック法や胸部圧迫法を用いた気道確保を行うよう勧めている。

## 方法
救助者は、窒息した患者を立たせてその後ろ側に立ち、手を患者の腹部に回し、横隔膜下部を突き上げるように圧迫する。この時、片手は拳を握り、臍と胸骨の剣状突起の間に付け、もう片方の手はこの拳を握るようにする。この動作により肺が圧迫され、成功した場合は空気圧で気管内の異物を除去することができる。ハイムリック法の実施は、人工的な咳の誘発と同じような理屈である。太った人には強い力で圧迫する必要があったり、子どもや小柄な人には加減が必要など、体格に合わせた力のかけ方が必要になる。
患者が立位になれない場合、アメリカ国立衛生研究所は、患者の背後から胴体をまたぎ、突き上げ法を行うよう推奨している。また、意識が残っている患者が、自分自身でハイムリック法を行うこともできる。
後述の通り、ハイムリック法はある程度熟練が必要な手技のひとつでもあるが、レールダル社からは、手技習得用に「チョーキング・チャーリー」（英: Choking Charlie）という練習用マネキンも販売されている。

### 禁忌・注意
意識を失っている患者には、まず心肺蘇生法 (CPR) を行うことが推奨されている。アメリカ国立衛生研究所は、子どもや1歳以下の乳児には別の方法を用いるよう推奨している（具体的には背部叩打法や胸部圧迫法）。他にも、重度の肥満者や妊婦には、ハイムリック法を行ってはならないとされている。
手技には強い力が必要であり、この方法を行うことは患者の怪我にも繋がりかねない。最も考えられるのは患者の腹部内臓傷害だが、他にも剣状突起・肋骨の骨折などが起きる可能性がある。このため、実施した場合には、その旨を救急隊員に伝え、速やかに医師の診察を受けさせる必要がある。

### 窒息の万国共通サイン

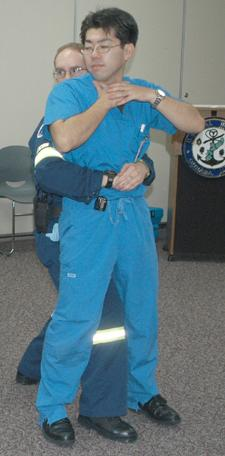
チョーキング・サインを示している患者役に、ハイムリック法を模擬実演する様子

窒息した患者は言葉を発せないことも多い。何も喋らなくても窒息していると示せる万国共通のサインが作られており、「チョーキング・サイン」（英: Choking sign）と呼ばれている。これは両手を重ねてのどに当てるもので、これにより他者に救助を求めることができる。

## 歴史
ハイムリック法が初めて紹介されたのは、ヘンリー・ハイムリックが医学誌 "Emergency Medicine" へ1974年6月に投稿した、"Pop Goes the Cafe Coronary"（意味：弾みでコーヒー冠動脈疾患に）と題されたインフォーマルな記事でのことだった。同じ年の6月19日には、『シアトル・ポストインテリジェンサー』紙が、引退したレストラン・オーナーのアイザック・ピハが、ワシントン州ベルビューで、ハイムリック法を使って窒息した女性を救命したと報じた。
ハイムリック法は1976年のアメリカ心臓協会やアメリカ赤十字社のガイドライン（窒息救助）で採用されたが、飽くまで背部叩打法が第一選択とされており、これで異物が取り除けなかった場合にハイムリック法を用いるよう定められていた。この手技は「ファイブ・アンド・ファイブ」と呼ばれ、背部叩打法を5回行った後ハイムリック法を5回行うよう推奨している。1985年6月に開かれたアメリカ心臓協会の会合後、背部叩打法はガイドラインから削除され、翌1986年から2005年までのガイドラインでは、2団体ともハイムリック法を唯一の選択肢と定めていた。但し、アメリカ国立衛生研究所や全米安全評議会では、1歳以下の乳児にはハイムリック法を行わないよう指導している。
2005年に改訂されたアメリカ心臓協会によるガイドラインでは、"abdominal thrusts"（意味：腹部突き上げ法）としてハイムリック法が登場し、ハイムリック法・背部叩打法・胸部圧迫法のどれでも充分に効果があることが示された。2006年にはアメリカ赤十字社も、ガイドラインでのハイムリック法の優先度を引き下げ、1985年までの「ファイブ・アンド・ファイブ」の原則に立ち戻った。この中では、意識のある患者に対してはまず背部叩打法、その後にハイムリック法を用いるよう推奨し、意識を失った患者には胸部圧迫法を用いるよう書かれている。またヨーロッパ蘇生協議会やメイヨー・クリニックも、重篤な窒息に対しては「ファイブ・アンド・ファイブ」を繰り返し行うよう推奨している。
ハイムリック自身は、背部叩打法を行うと異物が気管に余計に詰まり致死的だと立証されている、と主張していた。1982年にイェールでデイ・ドゥボイス・クレリンらが行った研究は、アメリカ心臓協会へ、背部叩打法を窒息時の応急処置として推奨しないよう勧告しているが、この研究はハイムリック自身の基金から一部援助を受けていた。メイヨー・クリニックとアメリカ心臓協会 (AHA) に所属するロジャー・ホワイト医師は、「どんな科学もここには無い。ハイムリックは彼の如才ない戦術と脅しを駆使して科学を征服し、AHAの我々を含めた全員を挫けさせたのだ」とコメントした。
一方で、オーストラリアなど一部地域の当局は、使用に十分な科学的証拠が無いとして、ハイムリック法を応急処置法として推奨していない。オーストラリアでは、代わりに背部叩打法・胸部圧迫法が推奨されている。
ハイムリックは、この方法を溺水や喘息発作の治療にも使えると宣伝していた。アメリカ赤十字社はこの見解に疑義を唱えており、現在ではハイムリック財団のホームページからも、溺水の初期救助にハイムリック法を使うという記述は削除されている。ハイムリックの息子であるピーター・ハイムリックは、1974年8月に父親が出版した症例報告には、溺れかけの人の救助にハイムリック法が使えると宣伝するため、いくつも不正が含まれていたと断言している。アメリカ心臓協会が作成した2005年版の溺水救命ガイドラインではハイムリック法の記載は無く、効果は立証されていない上、逆に嘔吐による誤嚥のリスクがあるとして、ハイムリック法の使用に注意を促している。
2016年5月23日には、ハイムリックが自身でこの手技を行い、同じ介護老人福祉施設に入所していた女性を助けたことでニュースとなった。当初、自身にとって初めてハイムリック法で救命した症例だったと報じられたが、後に誤報であったことが分かっている。彼は2003年のインタビューで、80歳の時に初めてハイムリック法で救命したことを語っていた。